# État de nécessité
L'état de nécessité est une notion juridique qui consiste à autoriser une action illégale pour empêcher la réalisation d'un dommage plus grave. C'est une notion ancienne reconnue dans de nombreux pays. Elle se retrouve en droit pénal, mais aussi en droit privé (en principe en matière de responsabilité civile). 

## Par pays

### Canada
En droit pénal canadien, la défense de nécessité est un moyen de défense reconnu par la common law. Les critères de l'état de nécessité ont été définis par la Cour suprême du Canada dans les arrêts de principe R. c. Latimer  et Perka c. La Reine .
En droit civil québécois, l'article 1404 du Code civil du Québec prévoit que « N'est pas vicié le consentement à un contrat qui a pour objet de soustraire celui qui le conclut à la crainte d'un préjudice sérieux, lorsque le cocontractant, bien qu'ayant connaissance de l'état de nécessité, est néanmoins de bonne foi ». Autrement dit, la conclusion d'un contrat pour éviter un préjudice sérieux est une limite à la règle que la crainte vicie le consentement à un contrat, dans la mesure où le cocontractant connaît l'état de nécessité et qu'il est de bonne foi.

### France
Cette cause d'irresponsabilité pénale est un fait justificatif.
L'état de nécessité, dans le champ du droit public, a trait à des situations où les pouvoirs publics doivent momentanément s'affranchir de la légalité ordinaire. Cette théorie en droit public est ancienne, comme l'atteste la fameuse théorie de la dictature en droit romain. Dans le champ du droit public français, il en existe de nombreuses variantes : l'article 16 de la Constitution, la théorie jurisprudentielle des circonstances exceptionnelles, l'état d'urgence, etc. Plus fondamentalement, ces notions sont en relation avec celle de raison d'État.

### Suisse

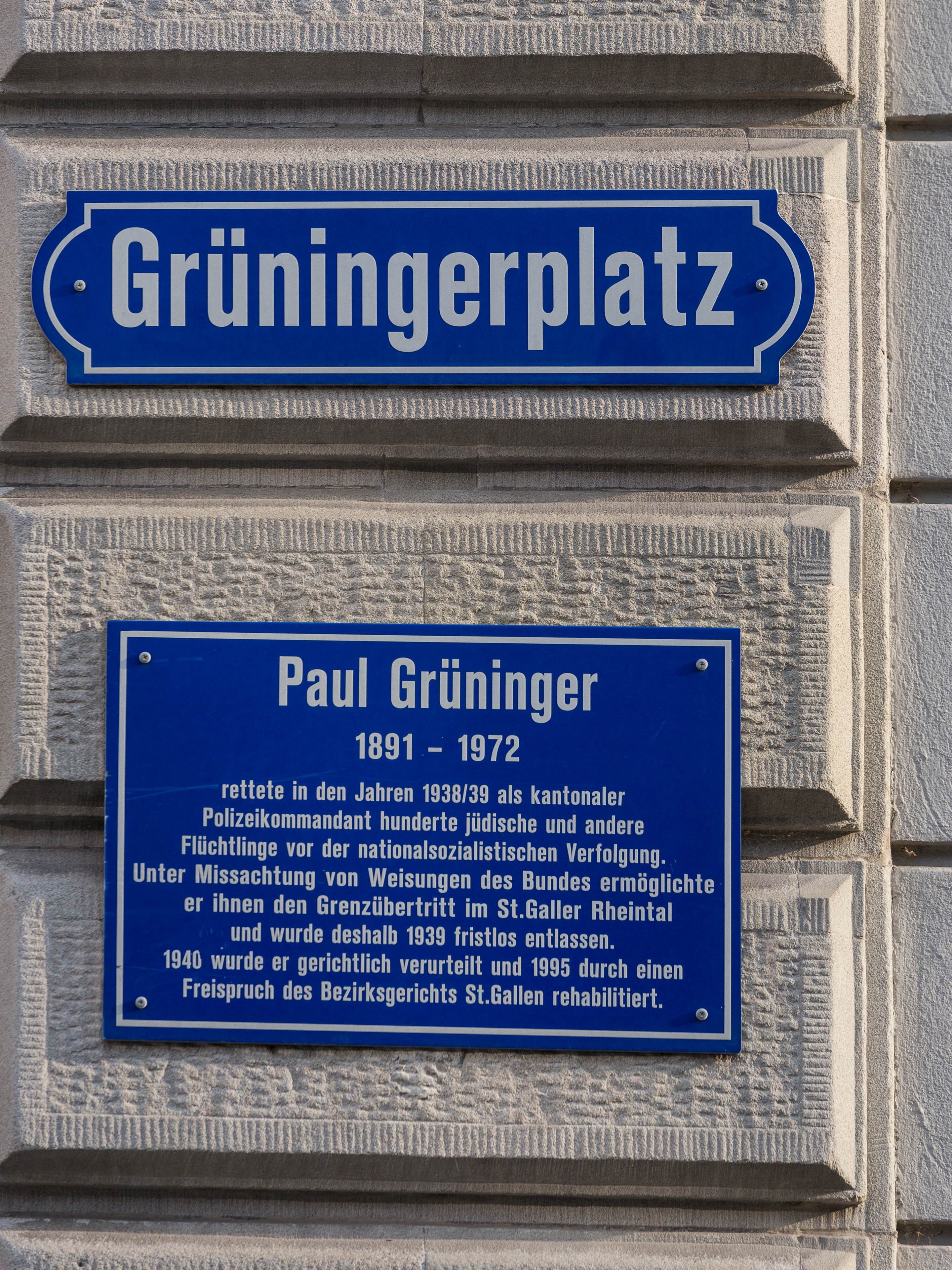
Plaque honorant Paul Grüninger, réhabilité après sa mort au nom de l'état de nécessité.

Concernant l'état de nécessité en droit d'urgence, voir état d'urgence.
En Suisse, l'état de nécessité est défini dans les articles 17 (« état de nécessité licite ») et 18 (« état de nécessité excusable ») du Code pénal suisse. L'état de nécessité permet de lever l'illicéité, l'une des composantes nécessaire pour être reconnu coupable d'une infraction.
L'état de nécessité licite est formulé ainsi :

« Quiconque commet un acte punissable pour préserver d’un danger imminent et impossible à détourner autrement un bien juridique lui appartenant ou appartenant à un tiers agit de manière licite s’il sauvegarde ainsi des intérêts prépondérants. »

L'état de nécessité licite a été reconnu notamment pour des excès de vitesse de personnes portant secours à d'autres, ainsi que pour le commandant de la police cantonale de Saint-Gall (Paul Grüninger, à titre posthume) qui avait apporté son aide à des Juifs poursuivis.

## Droit international
L’état de nécessité correspond à une situation de « danger pour l’existence de l'État, pour sa survie politique ou sa survie économique ». Pour la Commission du droit international de l'ONU, cet argument peut être invoqué lorsque « ce fait aura été l’unique moyen de sauvegarder l’intérêt essentiel de l'État à l’encontre d’un danger grave et imminent ».